# Hlas lesa
Hlas lesa, H. 243 (La veu del bosc) és una òpera radiofònica en un acte composta per Bohuslav Martinů sobre un llibret en txec de Vítězslav Nezval. Es va estrenar el 6 d'octubre de 1935 a la Ràdio Txeca de Praga dirigida per Otakar Jeremiáš.